# Otto Wicki
Otto Wicki-Lang (* 5. Februar 1932 in Luzern; † 30. September 2021 in Iragna) war ein Schweizer Arzt und Schriftsteller.

## Leben
Otto Wicki besuchte 1939 die Primarschule in Klusen bei Schüpfheim im Kanton Luzern und erlangte 1952 die Matura an der Kantonsschule Obwalden in Sarnen. Er studierte an der Universität Bern und an der Universität Hamburg Medizin und schloss 1958 das Studium mit dem Doktorat in Bern ab. Die weitere medizinische Ausbildung erfolgte an mehreren Kliniken in der Schweiz in Anästhesie und Chirurgie. Im Jahre 1965 wurde er Facharzt für Chirurgie der Foederatio Medicorum Helveticorum (FMH). Das Diplom für Handchirurgie erlangte er bei Jörg Böhler in Linz. Ab 1969 absolvierte er die weitere Ausbildung am Universitätsspital Zürich (USZ) in Viszeralchirurgie (bei Ake Senning) und Traumatologie (bei H. U. Buff). Während eines Jahres war er Leiter der Notaufnahme am USZ.
1965 erhielt Otto Wicki vom Regierungsrat des Kantons Luzern den Auftrag, am Bau eines Akutspitals mit rund 200 Betten in Wolhusen mitzuwirken. Von 1972 – dem Eröffnungsjahr – bis 1990 war er dort als Chefarzt für Chirurgie tätig. In dieser Zeit publizierte er über 80 wissenschaftliche Arbeiten. Daneben und verstärkt nach seiner Pensionierung hat er zahlreiche lokalhistorische und belletristische Werke geschrieben.
1968 wurde Otto Wicki Mitglied des Vereins der Schweizerischen Rettungsflugwacht (Rega), 1979 Stiftungsrat. Bis 2008 war er Präsident der Ärztekommission der Rega.
Otto Wicki lebte in Iragna im Kanton Tessin.

## Werke

### Medizinische Fachbücher
1970 gründete Otto Wicki beim Georg Thieme Verlag die Buchreihe der Checklisten der Medizin, die als flexible Thieme-Taschenbücher erschienen. Wicki war anfänglich Autor, später Mitherausgeber dieser Reihe. Er ist Co-Autor von:
- Checkliste Viszerale Chirurgie (mit Felix Largiadèr und Hans Säuberli). Thieme, Stuttgart 1975; 4. erw. A. 1986, ISBN 3-13-522504-6
- Stadien und Einteilungen in der Medizin (mit Peter Gerber). Thieme, Stuttgart 1990; 2. erw. A. 1995, ISBN 3-13-743902-7

### Historische Bücher
- Alte Ansichten Amt Entlebuch und Wolhusen (mit Georges Bühlmann). Druckerei Schüpfheim 1988 (700 alte Ansichtskarten der neun Dörfer des Amtes Entlebuch)
- Geschichte der Post- und Ansichtskarten. Zumstein, Bern 1996, ISBN 3-909278-13-2 (Vorabdruck aus: Das waren noch Zeiten... )
- Das waren noch Zeiten... Von der Post an der Waldemme mit alten Ansichten. Druckerei Schüpfheim 1996, ISBN 3-907821-05-X
- Postboten alter Zeiten. Die Bergpoststellen im Entlebuch. Druckerei Schüpfheim 1998, ISBN 3-907821-08-4
- Menschen wie Du und ich. Vom Handel und Wandel aus alter Zeit (mit Anton Kaufmann). Druckerei Schüpfheim 2000, ISBN 3-907821-12-2
- Bauernkrieg 1653 (mit Anton Kaufmann). Druckerei Schüpfheim 2003, ISBN 3-907821-18-1
- Aus alter Zeit. Geschichten und Bilder aus dem Entlebuch (mit Anton Kaufmann). Druckerei Schüpfheim 2003, ISBN 3-907821-19-X
- Ärzte und Arztwesen im Entlebuch. Druckerei Schüpfheim 2007, ISBN 978-3-907821-44-2 (erweiterte Neuausgabe mit Nachdruck des gleichnamigen Werks von Alfons Eschle von 1937)
- Der Erste Weltkrieg. Die Entlebucher an der Landesgrenze (mit Anton Kaufmann). Druckerei Schüpfheim 2008, ISBN 978-3-907821-57-2
- Oh wär ich doch ein Schweizer. Das Soldatenleben im Ersten Weltkrieg (mit Erwin Dahinden und Anton Kaufmann). Druckerei Schüpfheim 2009, ISBN 978-3-907821-66-4

### Kurzgeschichten
In Zeitschriften, Zeitungen und Anthologien hat Otto Wicki rund 60 Kurzgeschichten veröffentlicht. Einzeln sind erschienen:
- S’Vogel Anni. Ein Schicksal. Druckerei Schüpfheim 2007, ISBN 978-3-907821-43-5 (Die tragische Geschichte der vornehmen Tochter Anna (1868–1948) aus dem Dorf Escholzmatt)
- Eine Hand voll Glück. Eine prämierte Geschichte. Druckerei Schüpfheim 2008, ISBN 978-3-907821-52-7 (Das Glück der sterbenden Nonna Maria in ihrem kalten Tessiner Rustico)
- Gäuerjägglere. Wandern um das täglich Brot. Druckerei Schüpfheim 2009, ISBN 978-3-907821-67-1 (Das Schicksal einer alten Hausiererin vor 60 Jahren)
- Das Geheimnis. Eine fast unglaubliche Tessinergeschichte. Druckerei Schüpfheim 2010, ISBN 978-3-907821-80-0 (Gio, der Tessiner Wilderer fängt riesige, rotbetupfte Bachforellen, aber nicht ganz stilgerecht!)

### Humor
- Gute Besserung. Glossen und Cartoons (mit Max Hasler). Raeber, Luzern 1978, ISBN 3-7239-0053-4
- Bauernregeln für Ärzte & Gesunde. Sentenzen und Cartoons. Raeber, Luzern 1981, ISBN 3-7239-0060-7
- Neue Bauernregeln und Sentenzen für Ärzte und Gesunde. Ott, Thun 1991, ISBN 3-7225-6902-8

### Kinderbuch
- Pepino der kleine Esel. August von Goethe Literaturverlag Frankfurt 2011, ISBN 978-3-8372-0969-3 (Pepino der kleine Esel hat es schwer im Leben, sein Meister behandelt ihn schlecht. Doch dann hat Meister Marco einen Traum...)